# Estuaire de la Loire
L'estuaire de la Loire est le dernier parcours de ce fleuve situé en Loire-Atlantique, allant de Nantes jusqu'à son embouchure sur l'océan Atlantique et constituant une partie de la Basse-Loire.
L'estuaire est le lieu où les eaux marines rencontrent les eaux douces descendant le lit fluvial. L'estuaire de la Loire est constitué de chenaux, parsemé d'îles et bordé de marais. Il forme une zone humide majeure sur la façade océanique atlantique et constitue un maillon important dans l'écosystème estuarien avec le lac de Grand-Lieu, les marais de la Brière et ceux de Guérande.

## Les marées
L'onde des marées se propage au-delà de Nantes. Les cent derniers kilomètres de la Loire subissent, au rythme des marées, le mélange quotidien de ces deux masses d'eau. La différence de niveau de l'eau entre basse-mer et haute-mer atteint 6 mètres aussi bien à Saint-Nazaire qu'à Nantes, et mesure encore jusqu'à 1 mètre à Ancenis.

## Le débit
Le débit moyen du fleuve est de 825 m3/s avec un régime hydraulique irrégulier allant de moins de 100 m3/s en étiage à plus de 6 000 m3/s en crue. La largeur du fleuve peut atteindre près d'un kilomètre entre les deux rives opposées.

## Lagéomorphologie
L'estuaire est bordé de part et d'autre par des marais, prairies humides et par des reliefs.
- Au nord : le Sillon de Bretagne, formation apparue à l'ère primaire lors de la cassure du socle cristallin et l'apparition de failles.
- Au sud : les coteaux du pays de Retz, contrecoups du plissement alpin à l'ère tertiaire, soulèvements et affaissements géologiques.

Au cours de l'ère tertiaire, la mer a envahi la région et déposé des sédiments. L'estuaire a évolué au gré des régressions marines.
Lors de la dernière glaciation de Würm, le niveau des océans était une centaine de mètres plus bas. Les côtes étaient plus éloignées. La Loire se jetait dans l'océan Atlantique à la hauteur de l'île de Noirmoutier.

## Écologie du paysage

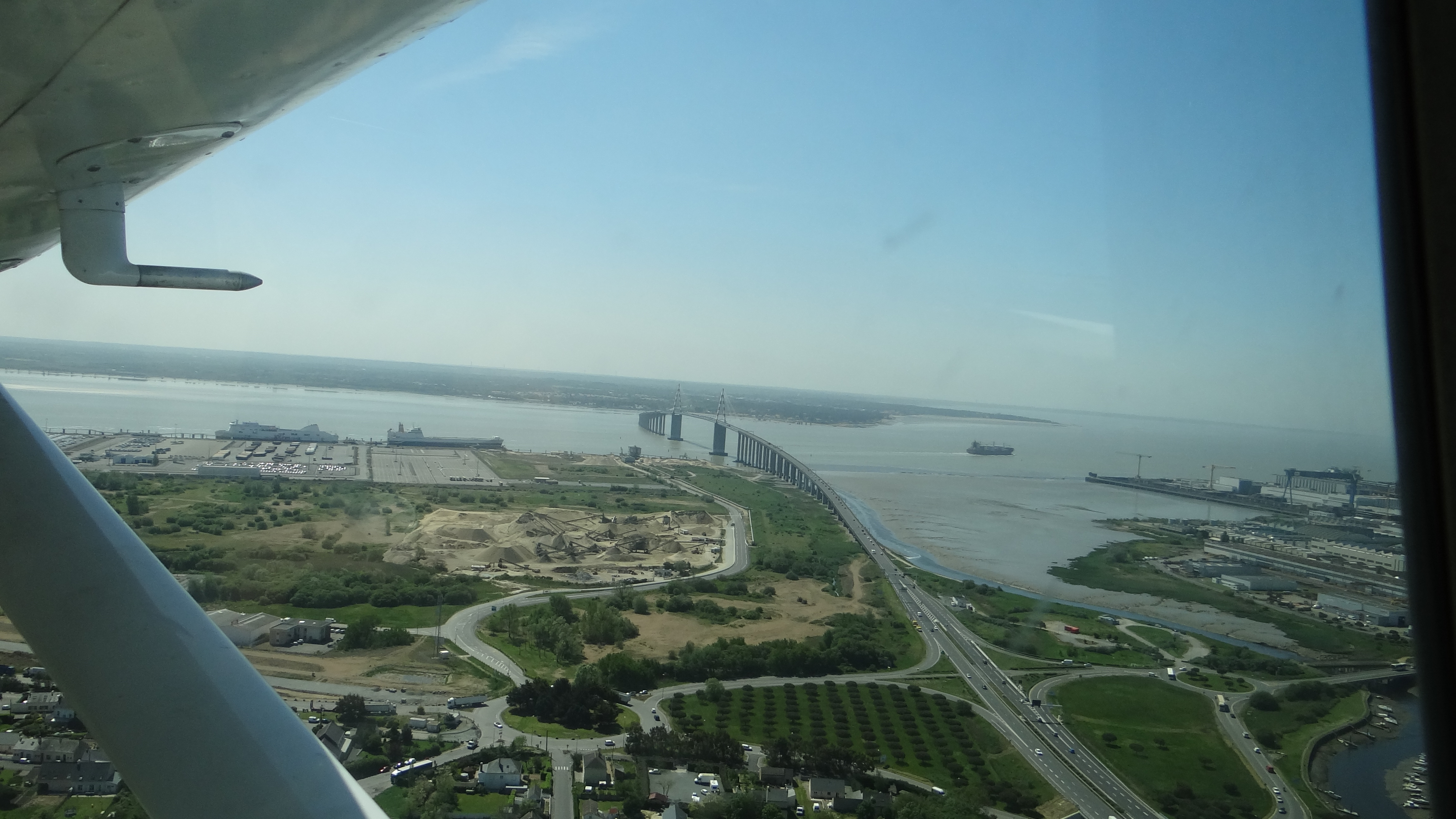
L'estuaire de la Loire avec le pont de Saint-Nazaire et les Chantiers de l'Atlantique.

Entre ces deux reliefs s'étendent de part et d'autre du fleuve de vastes zones humides constituées de marais, de vasières découvertes à chaque marée basse, de roselières verdoyantes et de prairies salées inondées quelques jours par an. Selon l'Organisme régional d'étude et d'aménagement de la métropole, ces étendues humides couvraient un territoire de plus de 40 000 ha en 1978. Aujourd'hui, on évalue à un peu moins à 20 000 ha ce domaine qui constitue une importante richesse écologique pour sa biodiversité. Il s'étend de Couëron - Saint-Herblain à la Brière sur la rive nord et du Pellerin à Saint-Brevin-les-Pins pour la rive sud.
L'eau est l'élément naturel de ce paysage et apporte les ressources nutritives nécessaires à la flore et la faune de cette nature encore sauvage.
Face au rétrécissement de ces zones humides naturelles, leur nécessaire protection fut décidée afin de limiter les extensions industrielles et prévenir les futurs aménagements du Port autonome de Nantes-Saint-Nazaire. Une partie de cette immense zone humide est classée en « zone de protection spéciale » et « zone spéciale de conservation » (directives européennes de 1979 et 1992), elles-mêmes incluses dans une « zone naturelle d'intérêt écologique, faunistique et floristique ». Plusieurs réserves de chasse assurent la tranquillité des zones de reproduction et d'hivernage de l'avifaune : réserve maritime, réserve fluviale, réserve des Baracons, réserve de Pierre-Rouge et surtout les réserves de chasse et de faune sauvage du Massereau et du Migron. 

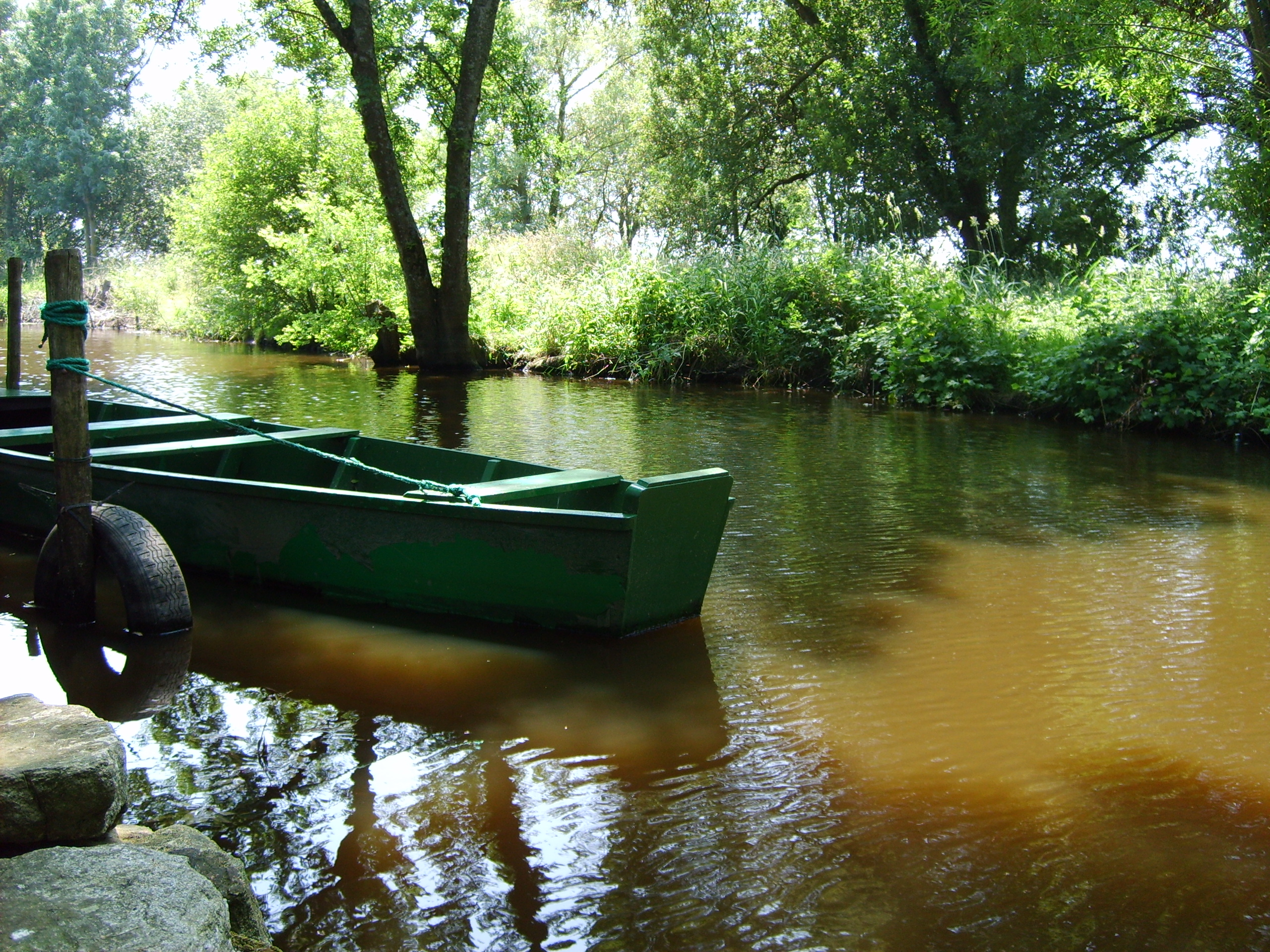
Parc Régional de Grande Brière

Enfin, ont été créés de part et d'autre de l'estuaire :
- en 1970 : le parc naturel régional de Brière ;
- en 1982 : la réserve naturelle du lac de Grand-Lieu.

Depuis 1971 le schéma directeur de l'aire métropolitaine de Nantes prévoit de maintenir une zone non urbanisée entre les deux agglomérations de Nantes et de Saint-Nazaire, surnommée l'« Écharpe Verte ». Les communes concernées par cette ceinture verte ont classé dans leur Plan d'occupation des sols, des périmètres non constructibles.

### La flore

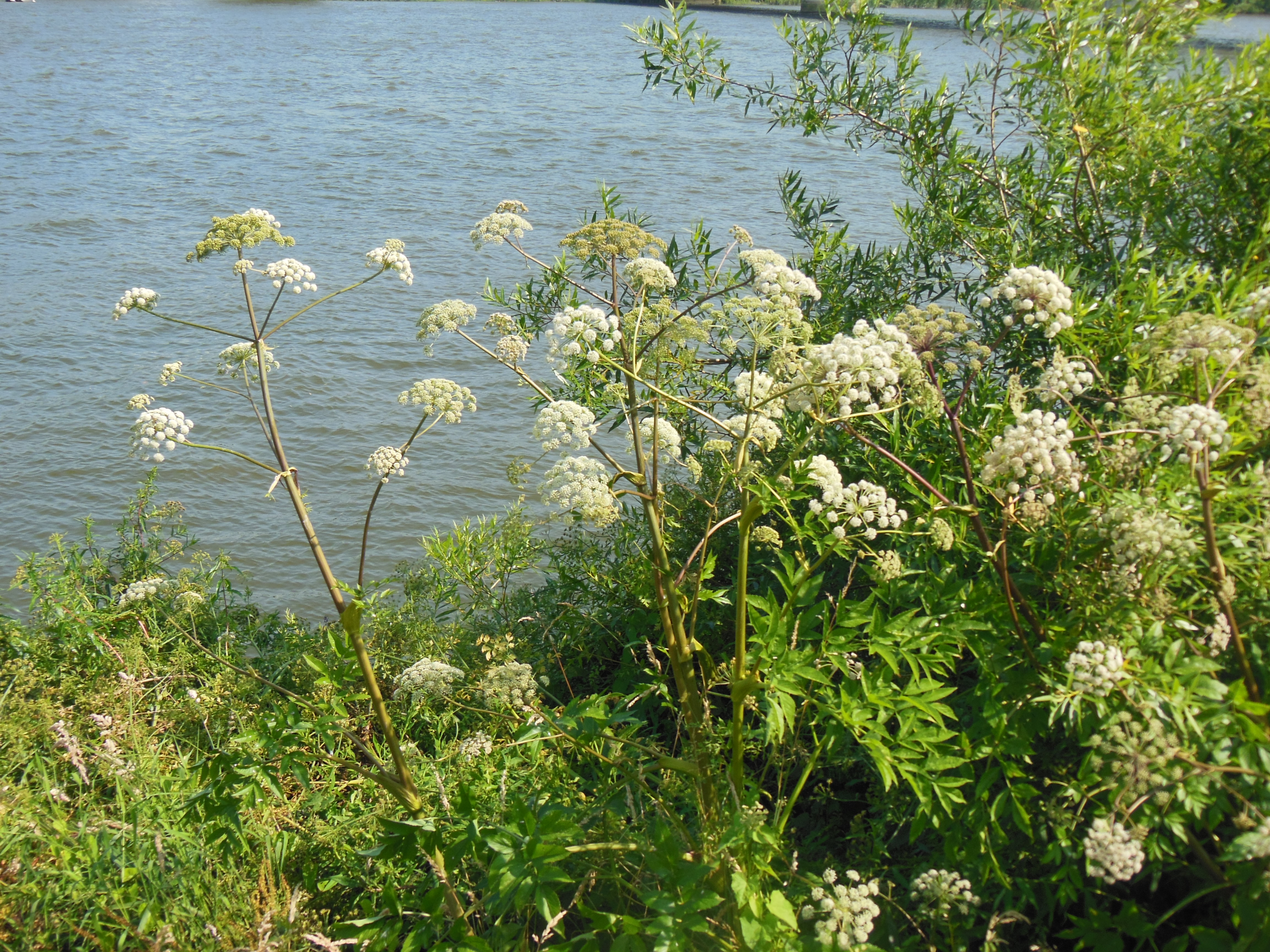
Angélique des estuaires, à Nantes

Les vastes zones humides regorgent de nombreuses variétés de plantes. Au moins 600 espèces différentes furent répertoriées. Parmi celles-ci, l'angélique des estuaires, la renoncule, la pulicaria, l'ophioglosse commun, la gratiola officinalis, des roseaux notamment le roseau commun, l'aulne et le saule.

### La faune
La faune se répartit entre le monde aquatique, les oiseaux et les mammifères.

#### Les poissons
Les espèces les plus courantes dans l'estuaire sont l'alose, l'anguille, la civelle, la crevette grise, la lamproie, le mulet et le saumon atlantique.

#### Les oiseaux
- Les échassiers tels que les bécasseaux, les bécassines, les courlis, les échasses, les cigognes, les grues, les hérons et les pluviers.
- Les Anatidae tels que canards, bernaches nonnettes et sarcelles.
- Les rapaces tels que les aigles criards, balbuzards et busards.
- Les passereaux tels que la mésange, le phragmite des joncs et le traquet.

Enfin les avocettes, rousserolles, alouettes et barges à queue noire.

#### Les mammifères
- Les chauve-souris telles que les barbastelles, les murins, rhinolophes et vespertilions.
- La loutre.

#### Les amphibiens
Le triton et batraciens.

## Histoire

### Antiquité
Dans l'Antiquité, le nord de l'estuaire était constitué par un vaste golfe maritime, parsemé d'îles et fermé par la presqu'île de Guérande, dont la Brière forme aujourd’hui un vestige.
C'est aussi l'époque où les Celtes s'y installent. Peuples gaulois des Namnètes sur la rive nord et des Ambilatres au sud. Les Ambilatres devinrent les alliés des Pictons.
Le port de Rezé appelé à l'époque romaine Portus Ratiatus (« port de Rezé ») ou Ratiatum Pictonum Portus (« port picton de Rezé »), fut un grand port fluvial à l’époque antique.

### Moyen Âge
L'estuaire voit voguer sur ses flots, de nombreux conquérants, parmi lesquels les Vikings et les Bretons.
Face aux razzias guerrières et aux envahisseurs, la rive sud de l'estuaire se constitue en zone de défense du Bas-Poitou sous le nom de comté d'Herbauges avec Rezé comme chef-lieu. La rive nord devient une marche de Bretagne sous l'autorité franque de Roland, neveu de Charlemagne afin de contenir les velléités bretonnes.
En 845, Nominoë, chef breton repousse les forces franques de Charles le Chauve.
En 851, le Traité d'Angers attribue le comté de Nantes et le Pays de Retz à la Bretagne.
En 919, les Vikings occupent Nantes et s'installent sur les îles situées face à Nantes.
La population franque du Pays de Retz, les Paydrets, furent intégrées au IXe siècle aux Marches de Bretagne et au Comté de Nantes.
Au Moyen Âge se multiplie la construction de nombreuses églises et abbayes autour de l'estuaire.

### Renaissance et époque moderne

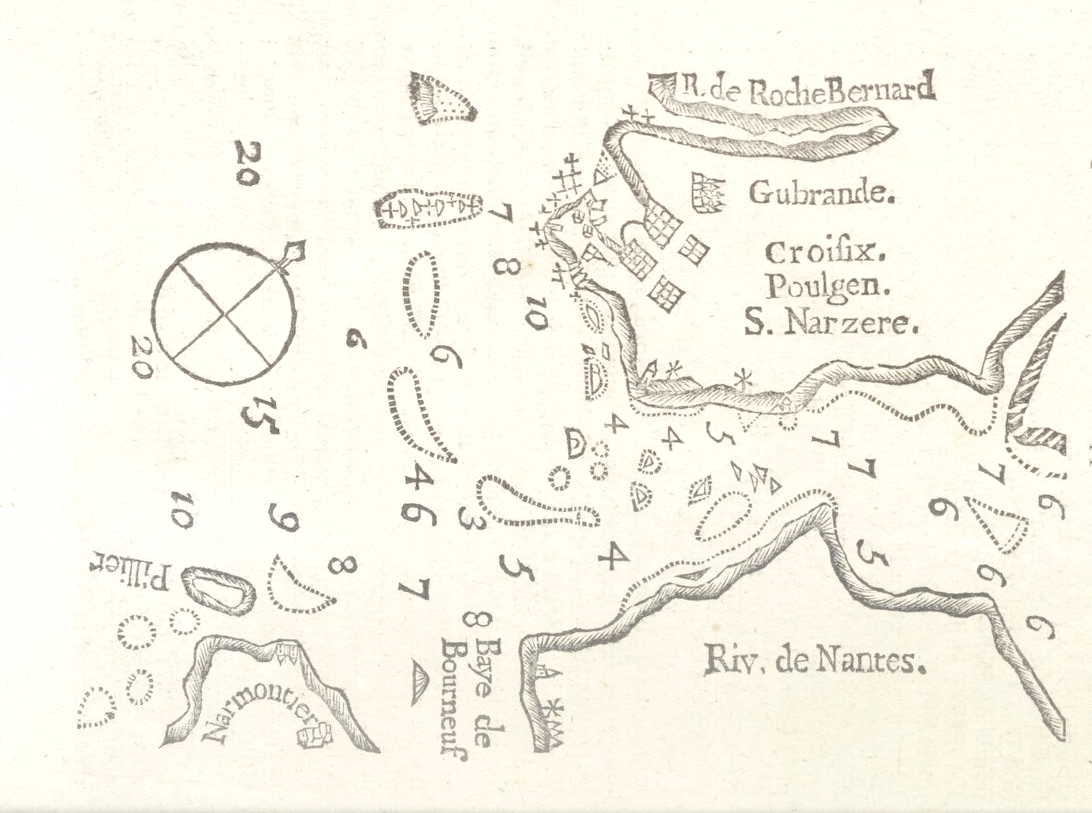
L'estuaire en 1817

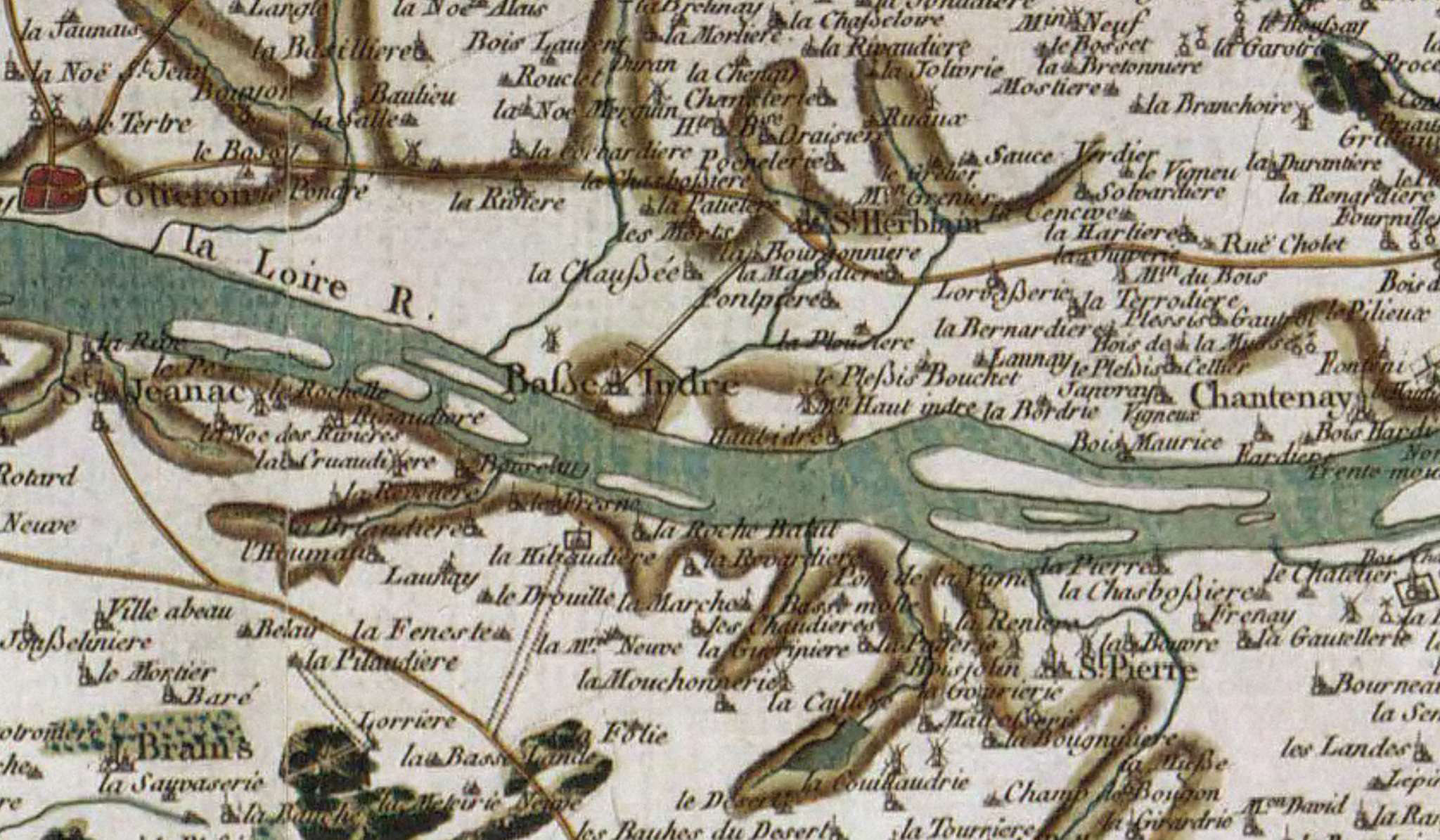
Carte de la Loire de Cassini

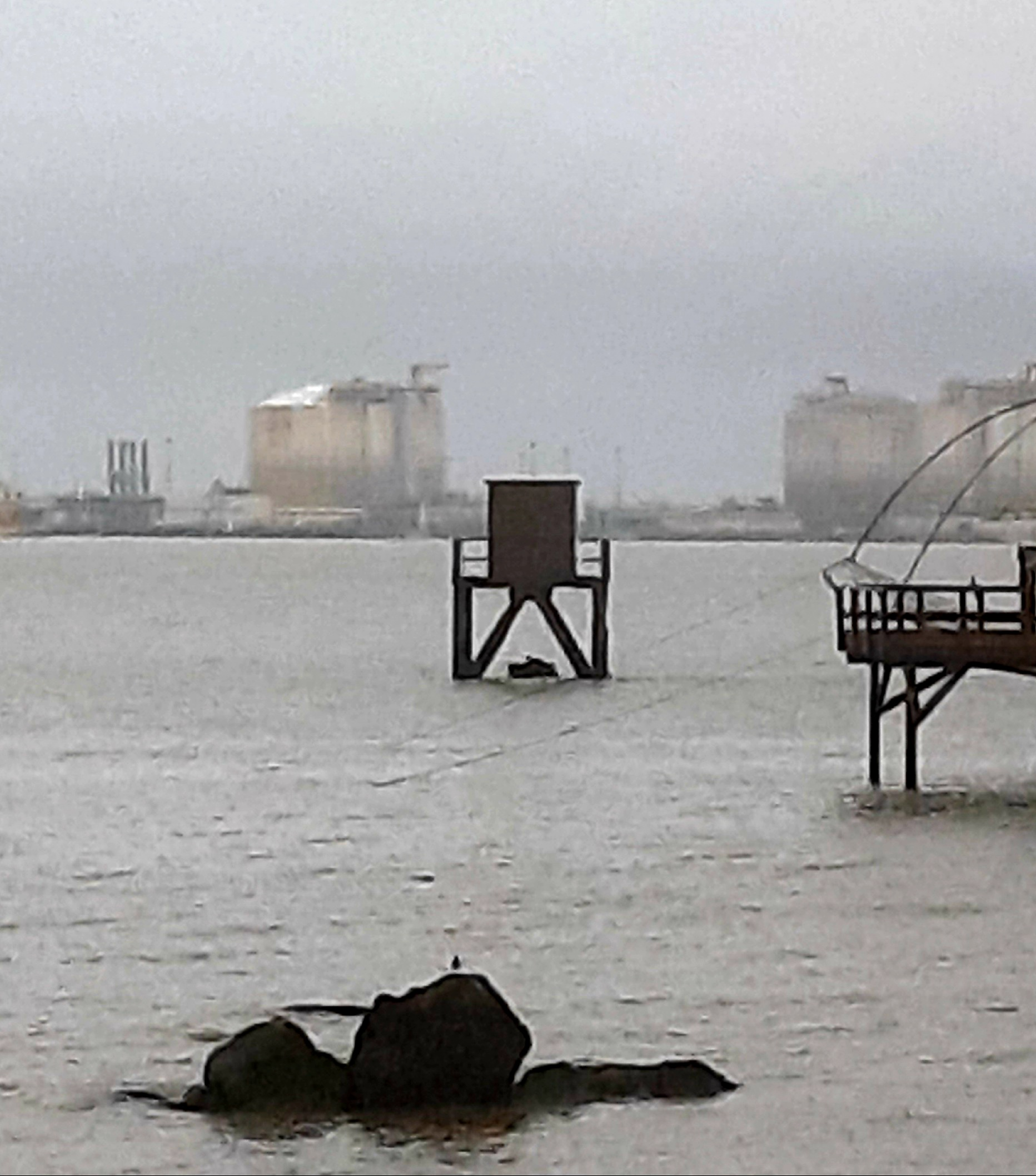
Ancien marégraphe vu de Saint-Brevin

Lors de l'Édit de Nantes, le Duc de Mercœur ennemi juré du roi de France Henri IV se rend malgré la présence de 2 000 soldats espagnols stationnés au Pellerin prêts à combattre le roi de France.
Renaissance : développement du commerce maritime avec le reste de l'Europe. Marchands, armateurs et navigateurs espagnols et hollandais débarquent en grand nombre à Nantes.
Le commerce triangulaire active le trafic maritime, mais la Loire devient difficile à remonter. Création des avant-ports de Couëron, du Pellerin et surtout de Paimbœuf sur la rive gauche.
Construction de raffineries de sucre à Nantes.
Pendant la Révolution française et les Guerres de Vendée, les abbayes et prieurés de l'estuaire sont brûlés.

### L'industrialisation auXIXesiècle
L'activité maritime se déplace de Paimbœuf vers la rive droite, avec notamment la prolongation de la voie ferrée vers Saint-Nazaire et la création du port de Saint-Nazaire en 1856. Afin de contrer l'expansion de ce port, creusement du Canal de la Martinière sur la rive sud, pour maintenir l'activité économique à Paimbœuf. Industrialisation à Nantes, Couëron, Indre, construction d'un patrimoine industriel important.

### AuXXesiècle
Par le chenal sud, les capitaines des navires avaient besoin de connaître la hauteur d'eau navigable pour remonter jusqu'à Paimboeuf ou Nantes. Afin de les aider, un marégraphe en béton est implanté à 300 mètres du rivage de Saint-Brevin afin d'indiquer la hauteur d'eau à un point donné. En 1903, devant l'augmentation de l'activité industrielle, le creusement du nouveau chenal au nord est décidé. De ce fait, la navigabilité de la Loire est modifiée et désormais, les bateaux accostent sur la rive nord. Des dragues maintiennent en permanence une profondeur d'eau d'une quinzaine de mètres. Il ne subsiste plus de trace du chenal sud qui s'est comblé avec le temps et le marégraphe est tombé en désuétude. 
Pendant la Seconde Guerre mondiale, l'estuaire est un des lieux stratégiques surveillés par l'armée allemande dans le cadre du mur de l'Atlantique. En particulier, la base sous-marine de Saint-Nazaire est construite à son extrémité aval, ce qui explique l'importance de la garnison de cette ville, ce qui conduira à d'importants bombardements alliés, d'une part, et à la présence d'une importante poche de résistance non libérée avant la fin de la guerre, la poche de Saint-Nazaire.
Installation des équipements pétrolier et méthanier à Donges et Montoir.
1965 : Création du Port autonome de Nantes-Saint-Nazaire.
1970 : La centrale thermique de Cordemais est opérationnelle.
1974 : Construction du Pont de Saint-Nazaire.
1976 : Michel d'Ornano, Ministre de l'Industrie, décide d'implanter une centrale nucléaire à la limite des communes du Pellerin et Cheix-en-Retz. À la suite de cette décision, l'opposition au projet va croissant, avec mobilisation populaire et manifestations. Le combat durera cinq ans, ponctué de débats intenses et d'affrontements violents. En 1981, le projet est abandonné, pour être aussitôt ré-implanté plus en aval, au Carnet sur la commune de Frossay. Après de nombreuses manifestations, le projet est définitivement abandonné en 1997.
1991 : Inauguration du Pont de Cheviré.

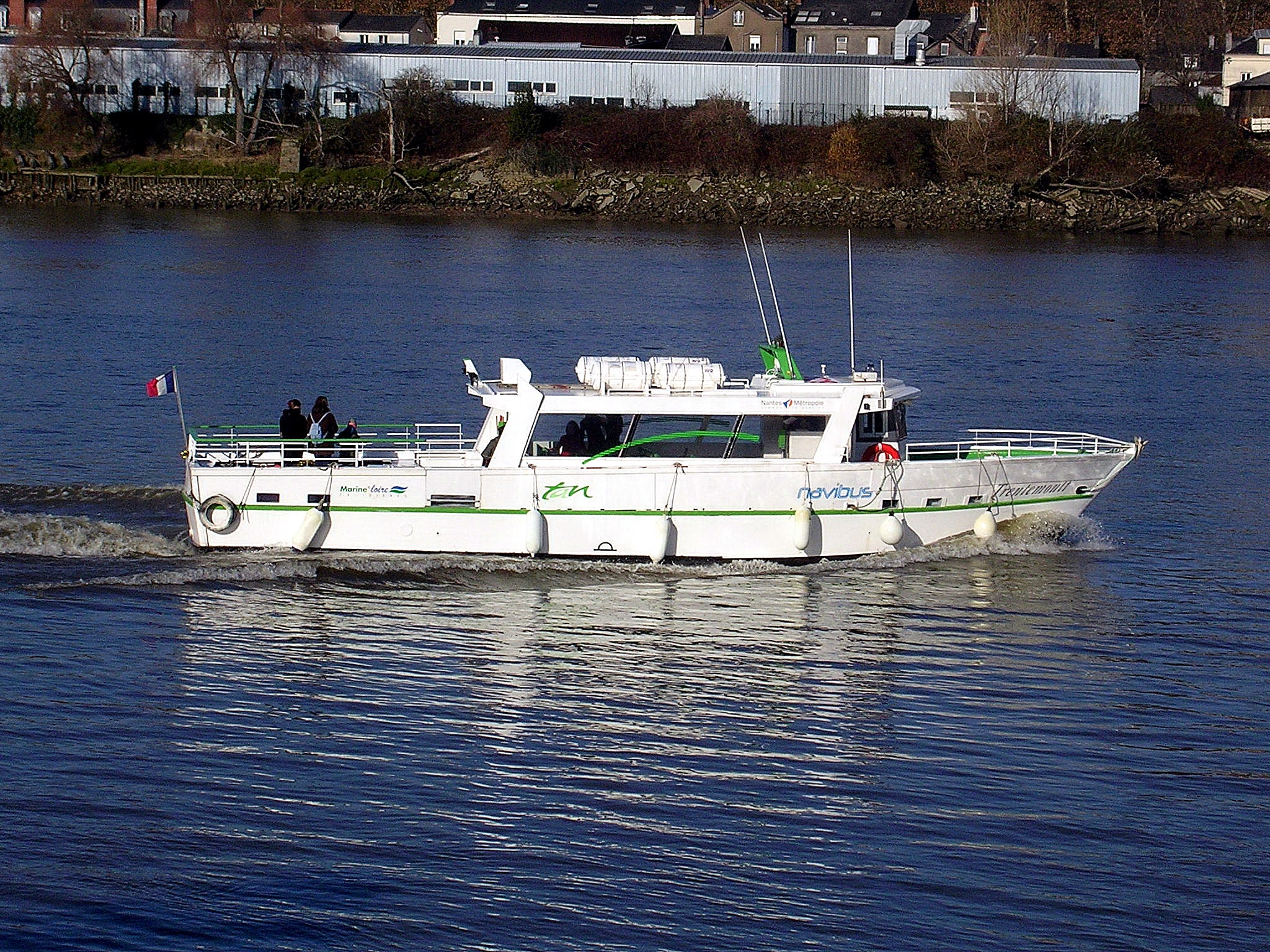
Un Navibus à Nantes

1993 : Lancement des « Voyages au centre de l'estuaire », croisières pédagogiques de découverte de l'estuaire par le Centre Culturel Maritime de Nantes.
2005 : Après près d'un demi-siècle d’interruption, un service régulier de liaison fluviale entre Nantes et Trentemoult fait sa réapparition sous le nom de Navibus.
2005 : Gratuité des deux lignes de bacs de Loire (entre Couëron (port Launay) et Le Pellerin, et entre Basse-Indre et Indret à Indre). Depuis le XIXe siècle, les bacs de Loire ont connu différentes techniques : à rames, à chaînes, à charrières, puis aujourd’hui en amphidrome.
2007 : Lancement de la première édition d'« Estuaire », une biennale d'art contemporain organisée sur le fleuve et ses rives de Nantes à Saint-Nazaire.
Un dragage permanent des fonds de l'estuaire est régulièrement effectué afin de permettre un libre passage entre les bouchons vaseux et hauts-fonds.

### AuXXIesiècle
Au début des années 2010, l'État étudie la possibilité de transformer une partie de l'estuaire en une réserve naturelle nationale, alors que le Conseil régional des Pays de la Loire, le Conseil général de la Loire-Atlantique et les Conseils municipaux concernés opteraient plutôt pour l'aménagement d'un parc naturel régional, moins contraignant que la première option car pouvant, selon eux, lier les exigences du développement économique et la défense de l'environnement,. Le conseil régional doit se prononcer sur le dossier début 2015. En juillet 2016, le ministère de l'Environnement, de l'Énergie et de la Mer somme les élus locaux de se prononcer dans les plus brefs délais pour ou contre la création d'une réserve naturelle nationale.

## Actualité

### Établissements classés Seveso
La DRIRE a répertorié 23 établissements à haut risque en regard de la « Directive Seveso 2 », dont six sont assimilés au seuil haut. Ces six établissements se situent le long de l'estuaire de la Loire et parmi eux, se classe la deuxième raffinerie de pétrole française, la deuxième usine de production d’engrais et le plus grand terminal méthanier européen. Ces industries entrent dans les critères de la « Directive européenne SEVESO de 1996 », qui prévoit la mise en place de dispositifs de maîtrise des risques engendrés par ces activités.
Les établissements présentant des risques majeurs font l’objet d’un classement dans un régime spécial, appelé « As » (autorisation avec servitudes). Ces établissements sont assujettis aux dispositions de la directive Seveso II (seuil haut).
- Total Fina Elf : Donges (raffinerie de pétrole)
- Elf Antargaz : Donges (dépôt de gaz)
- Hydro Agri France : Montoir-de-Bretagne (fabrication d'engrais)
- Terminal méthanier : Montoir-de-Bretagne (stockage de gaz naturel)
- Cérégrain : Montoir-de-Bretagne (stockage d'engrais)
- Soferti : Basse-Indre (fabrication d'engrais)

### Projet d'aménagement
Dans le cadre du nouveau Plan Loire Grandeur nature 2007-2013, concernant la Basse-Loire depuis la Maine jusqu'à l'estuaire, le « Groupement d’Intérêt Public Loire Estuaire » coordonne les projets et propose une approche prospective cohérente et durable du territoire estuarien, notamment la poursuite, le développement et la diffusion de la connaissance et des suivis sur la Loire et son estuaire et les projets de restauration à long terme de l’estuaire en aval de Nantes ainsi que les travaux du « SAGE » : Schéma d'Aménagement et de Gestion des ressources en Eau.

### Pollution et marées noires
Comme l’explique Monique Guillou, ingénieur de recherche spécialisée en pollution marine pour le réseau Ritmer : « les conséquences écologiques et écotoxicologiques d’une marée noire ne sont plus à démontrer. Mais l’impact de la catastrophe varie bien entendu avec le tonnage de pétrole déversé, sa nature, la situation bathymétrique et géographique des rejets, la nature de la faune présente etc. ». Il est sûr qu’aucun organisme vivant n’échappe à l’intoxication du fioul.

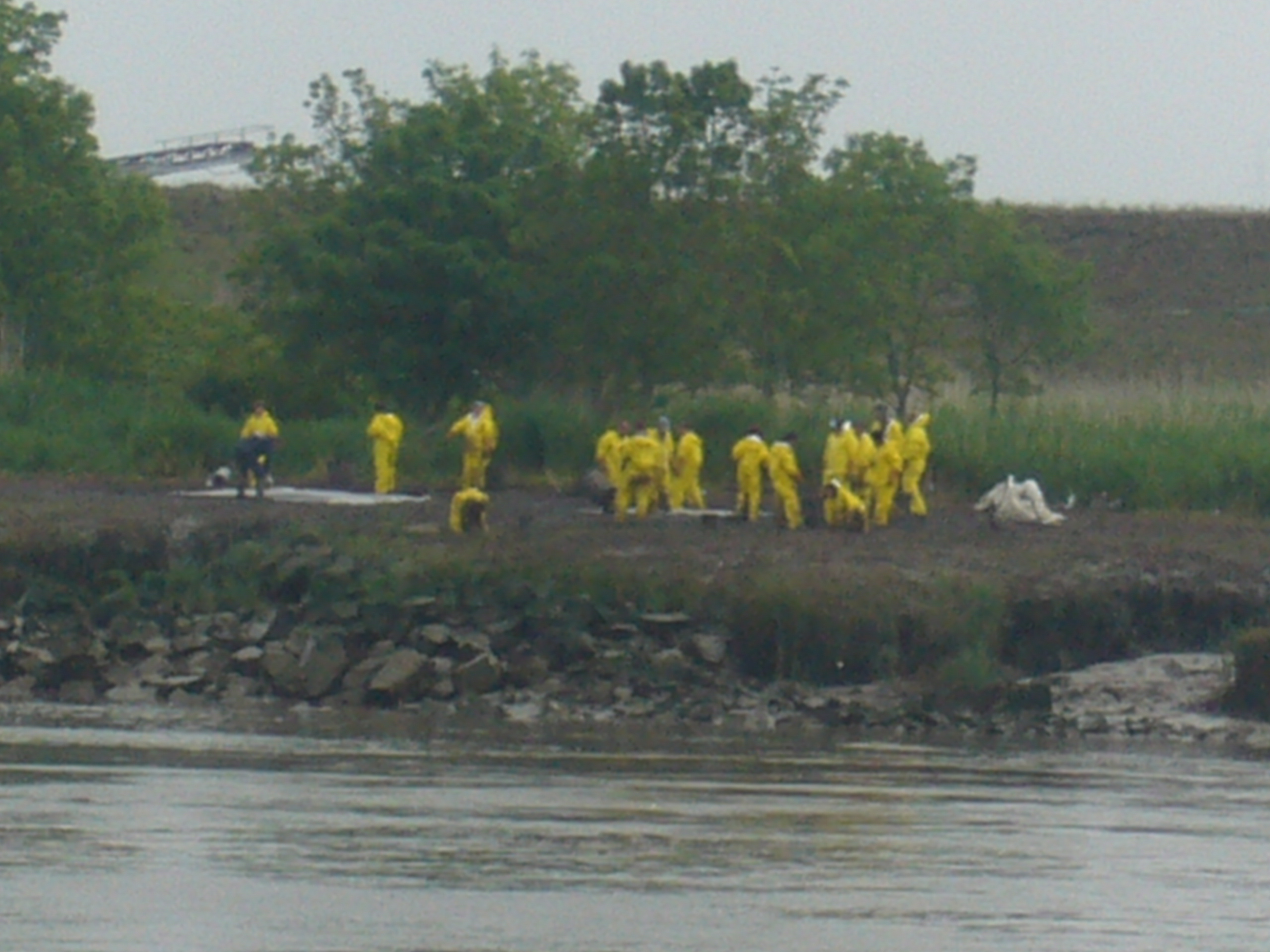
Une des nombreuses équipes de nettoyage sur la rive sud de la Loire près de Paimbœuf.

- Le 16 mars 2008 : La rupture d’une canalisation (datant de 1964) à la raffinerie de Donges, a provoqué une marée noire en Loire : 400 tonnes (1 500 m3) de fioul lourd toxique et d’hydrocarbures se sont déversés dans le fleuve, lors du remplissage des réservoirs d’un navire à la raffinerie Total de Donges (Loire-Atlantique). Plus d’une vingtaine de kilomètres de côtes et bords de Loire (autour de Paimbœuf), ont été polluées. La LPO (Ligue pour la protection des oiseaux) et les bénévoles de l’association et des membres de l’ONCFS (Office national de la chasse et de la faune sauvage) ont effectué un décompte des oiseaux touchés, constatant jusqu’à 40 cm d’épaisseur de mazout sur certaines berges. Des dizaines de bécasseaux variables, pluviers argentés, avocettes, tadornes et barges rousses furent découverts mazoutés. Pour la LPO, les oiseaux des vasières, des roselières et du banc de Bilho sont les plus menacés[12],[13]. Le 15 avril 2008, Total annonce que ce sont 500 tonnes qui se sont échappées dont 180 dans l’estuaire[14]. 4 ans plus tard (2012-01-17), Total Raffinage Marketing est reconnue coupable par le Tribunal correctionnel de Saint-Nazaire[15].
- 2006 : Dans la nuit du mercredi 4 au jeudi 5 janvier 2006, une collision s’est produite entre deux butaniers au terminal pétrolier de Donges. Une brèche dans l’un d’eux a laissé échapper 30 tonnes de fioul lourd. Malgré les barrages flottants disposés pour endiguer la pollution, cette dernière, d’abord considérée comme relativement limitée par les autorités, a fait d’énormes dégâts sur l’avifaune de l’estuaire de la Loire, notamment sur les vasières de la rive gauche, entre Corsept et Paimbœuf, une zone cruciale où les oiseaux viennent s’alimenter à marée basse.
En Loire-Atlantique, des oiseaux mazoutés ont été observés sur le canal de la Martinière, les Vasières de Corsept-Paimbœuf, la Vasière de Méan, les plages de Saint-Nazaire, la baie de La Baule et les marais salants de Guérande. (Mais les dommages de cette pollution se font également ressentir en dehors de l’Estuaire : plusieurs dizaines d’avocettes ont été observées entièrement mazoutées sur la réserve naturelle nationale des marais de Müllembourg (île de Noirmoutier, Vendée, et au sud de l’estuaire). Plusieurs avocettes mazoutées sur la lagune de Bouin et la baie de Bourgneuf, ainsi qu’une mouette rieuse à Tiercé en Anjou[16].
- 2002 : Le naufrage du pétrolier Prestige provoque une gigantesque marée noire qui va souiller gravement les côtes de Galice, du Portugal, du Pays basque, d’Aquitaine, de Vendée et le sud de la Bretagne.
- 1999 : Le naufrage du pétrolier maltais Erika, en décembre 1999 : 19 000 tonnes d’hydrocarbures sont déversées dans la mer, 400 kilomètres de littoral souillés, 150 000 oiseaux mazoutés et 250 000 tonnes de déchets récupérés. Selon Gilles Bocquène, chercheur à l’Ifremer, qui a travaillé sur la marée noire de l’Erika : « Seuls les oiseaux marins ont payé un lourd tribut (entre 200 000 et 300 000 oiseaux morts) »[17].

## Galerie de photographies

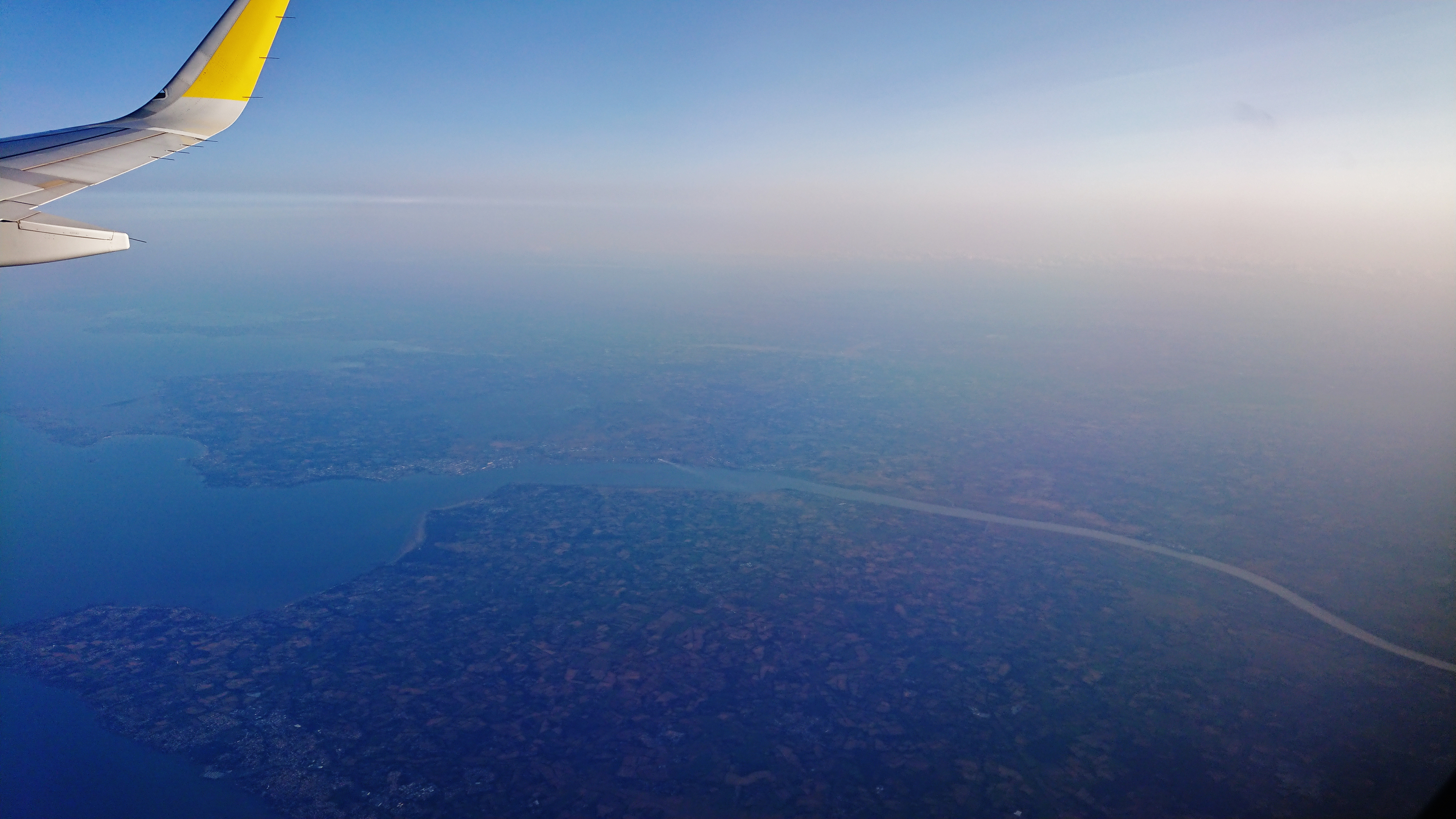
L'estuaire de la Loire vu du ciel
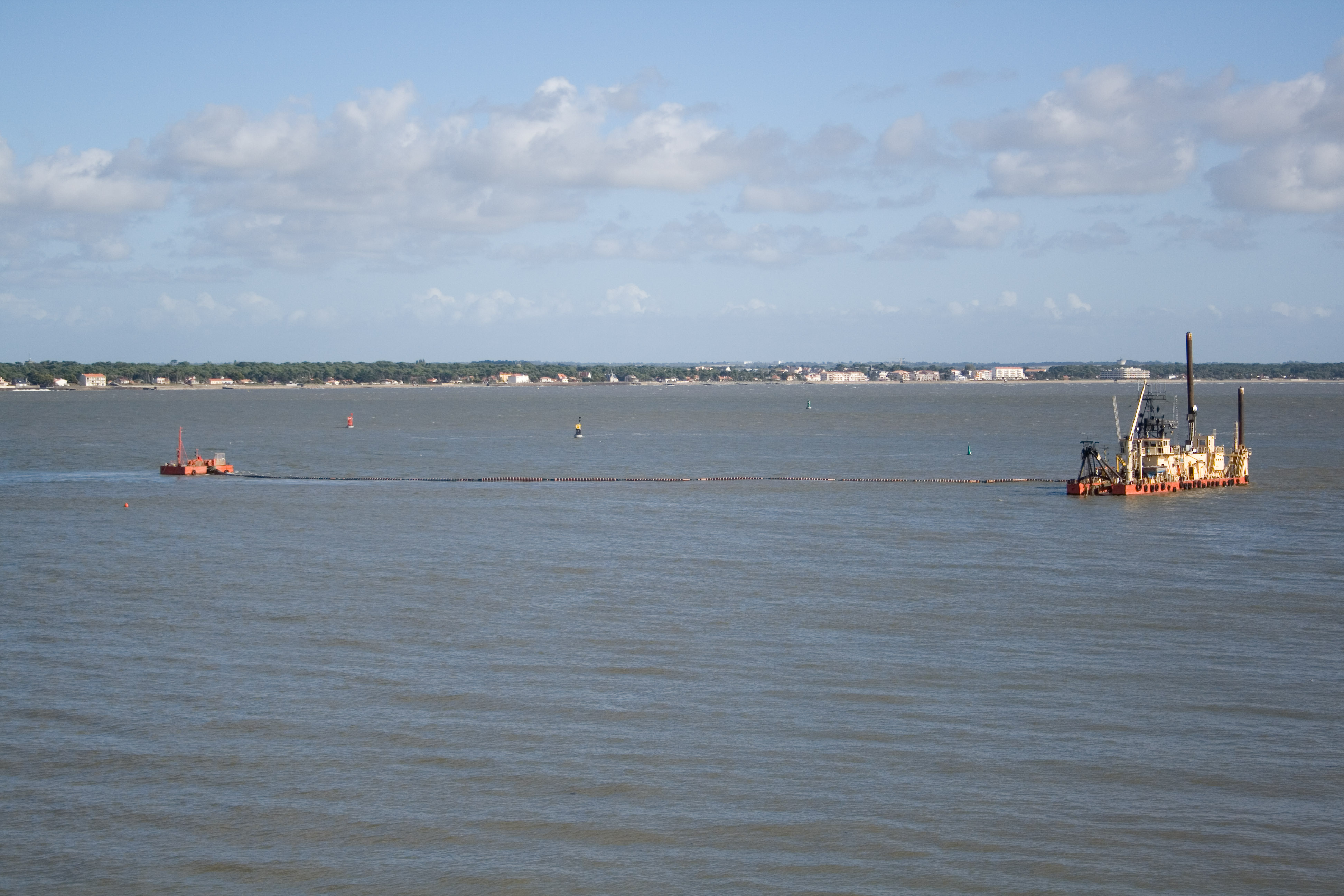
Dragage dans l'estuaire de la Loire
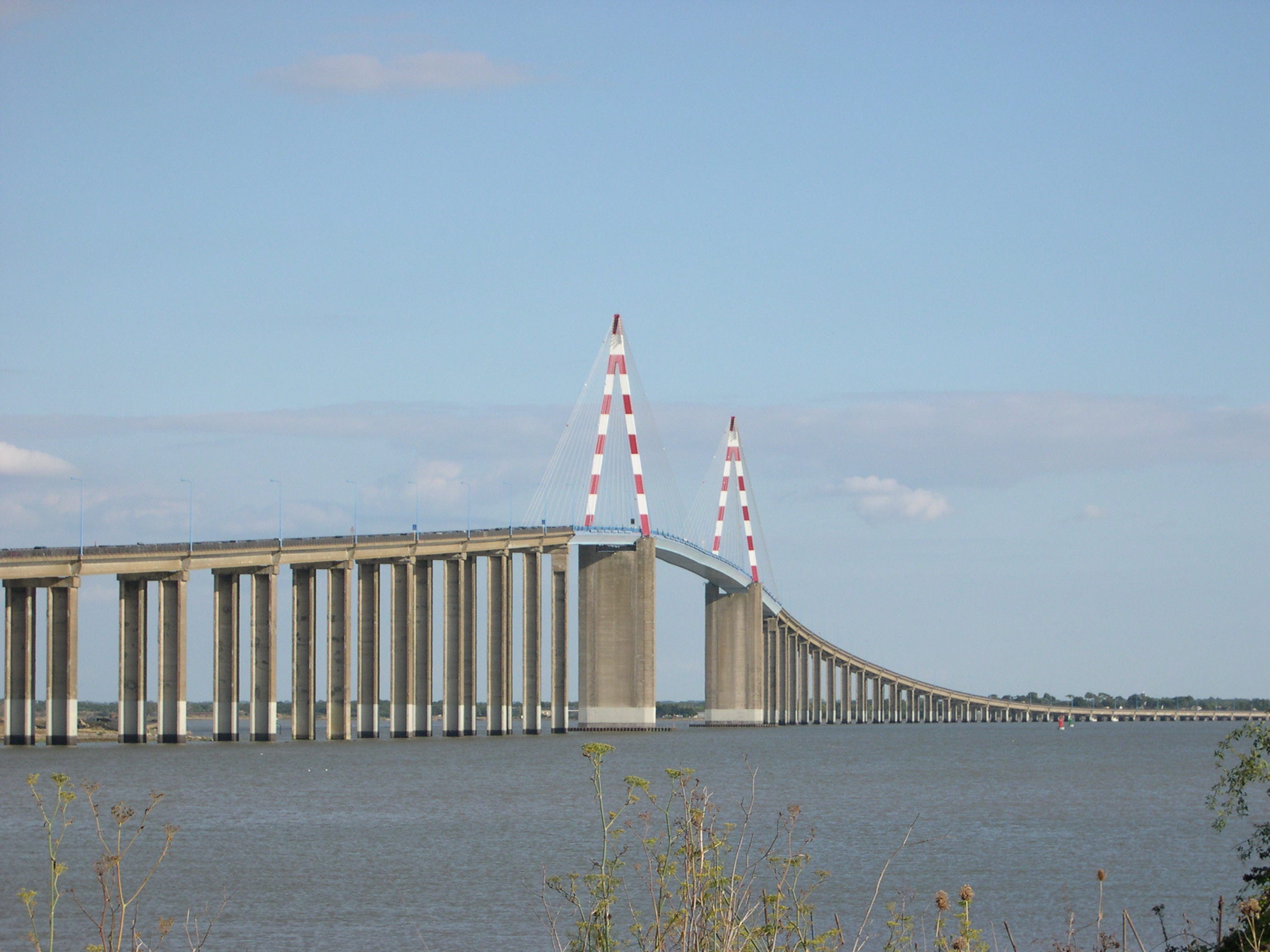
Le pont de Saint-Nazaire
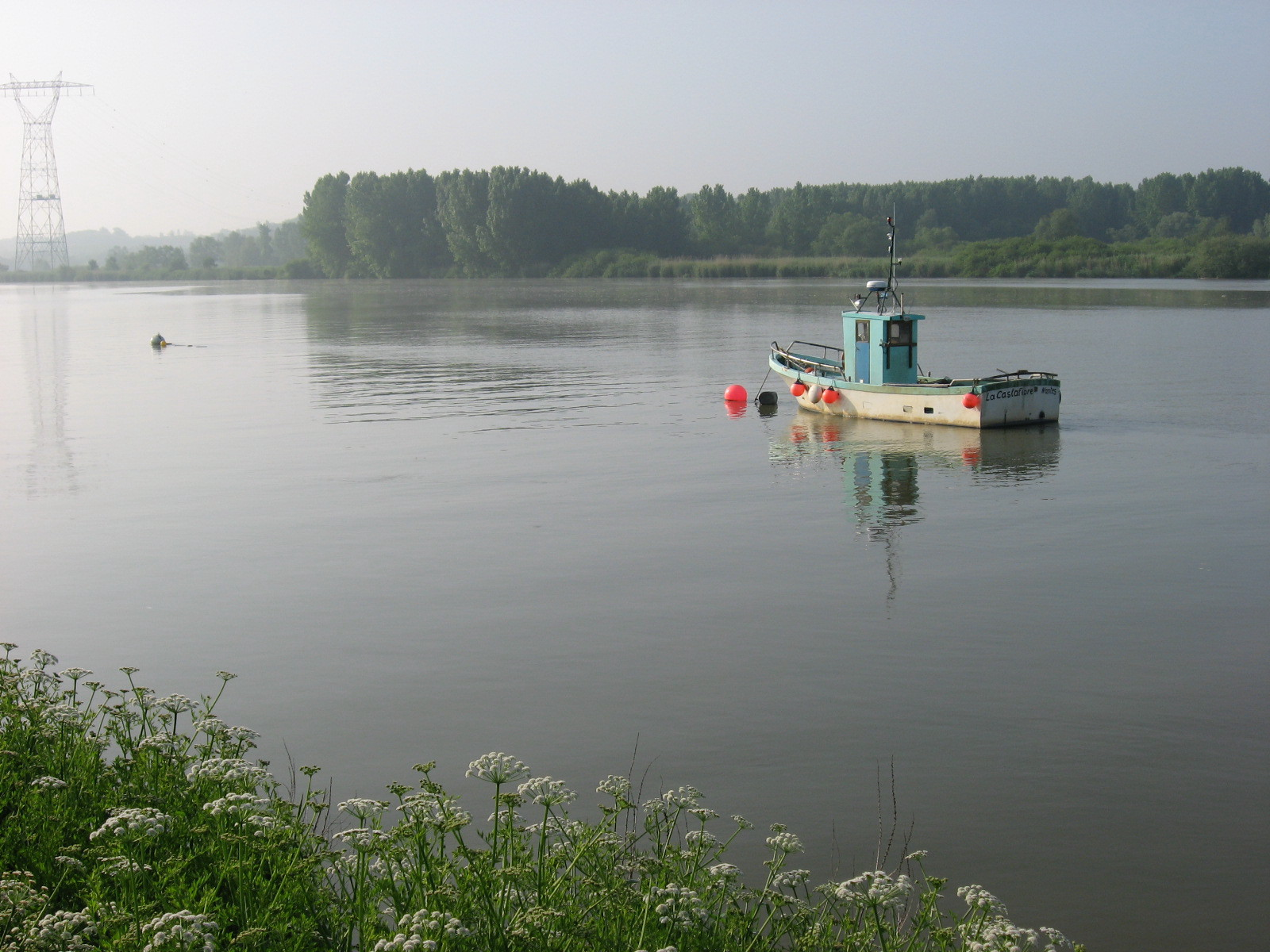
L'estuaire de la Loire à Basse-Indre
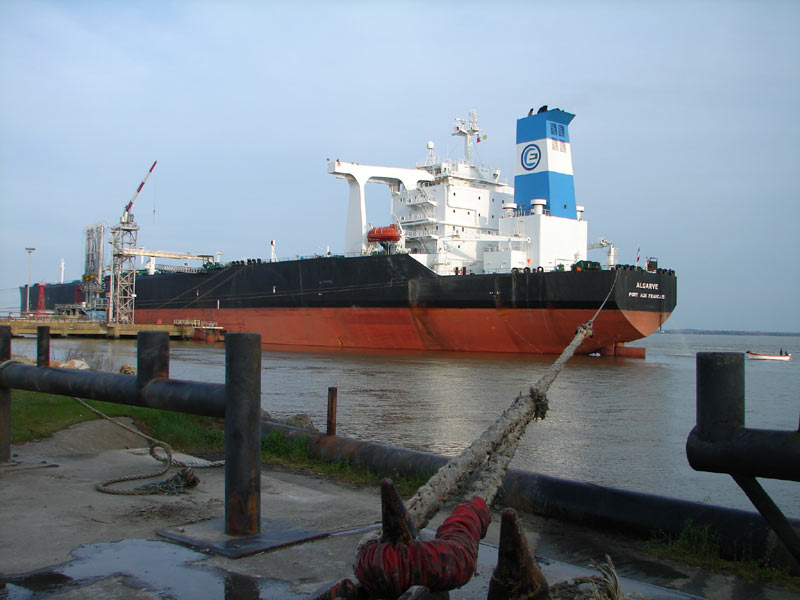
Pétrolier amarré au terminal de Donges

### Filmographie
- Le Partage du fleuve